# Masaaki Katō
Masaaki Katō (jap. 加藤 正明 Katō Masaaki; ur. 22 grudnia 1958) – były japoński piłkarz, reprezentant kraju.

## Kariera klubowa
Jako piłkarz grał w takich klubach jak Toshiba i All Nippon Airways.

## Kariera reprezentacyjna
W reprezentacji Japonii zadebiutował w 1981. W sumie w reprezentacji wystąpił w 3 spotkaniach.

## Statystyki
| Reprezentacja Japonii | Reprezentacja Japonii | Reprezentacja Japonii |
| Rok                   | Mecze                 | Gole                  |
| --------------------- | --------------------- | --------------------- |
| 1981                  | 3                     | 1                     |
| Razem                 | 3                     | 1                     |